# Melitta californica
Melitta californica là một loài ong trong họ Melittidae. Loài này được Viereck miêu tả khoa học đầu tiên năm 1909.